# No Euro
No Euro ist eine Partei in Italien, die im Jahre 2003 gegründet wurde, rechtzeitig zur Europawahl 2004. Vorsitzender ist Renzo Rabellino.
Das Parteiprogramm fordert den Austritt Italiens aus der Euro-Zone und die Wiedereinführung einer eigenen nationalen Währung.
No Euro nahm an der Europawahl 2004 teil und erhielt dabei 70.000 Stimmen. Zur italienischen Parlamentswahl 2006 trat die Partei zusammen mit der Casa delle Libertà an.